# 博爾加爾
54°58′N 49°04′E / 54.967°N 49.067°E
博爾加爾（俄语：Бо́лгар）是俄羅斯韃靼斯坦共和國西南部的一個城市，距首府喀山西南140公里的伏爾加河畔。2002年人口8,655人。

## 历史
城市名来自古代伏尔加保加利亚的首都保加尔市，遗迹在该城市东北方，2014年被认定为世界遗产。现代城市始建于1781年，称斯帕斯克（Spassk），1926年改称斯帕斯克-鞑靼尔斯基（Spassk-Tatarski），1935年，为纪念苏联领导人瓦勒良·古比雪夫，博尔加尔被改名为“古比雪夫”，1991年改稱現名。